# Silonella aurata
Silonella aurata is een schietmot uit de familie Goeridae. De soort komt voor in het Palearctisch gebied.